# Fort Drum
Le fort Drum est un îlot fortifié, nommé à l'origine El Fraile, situé à l'embouchure de la baie de Manille, au sud de l'île de Corregidor, aux Philippines. 

## Histoire
Le fort est baptisé en l'honneur de l'adjudant-général Richard C. Drum qui a servi avec distinction pendant la guerre américano-mexicaine et la guerre de Sécession, et qui décéda le 15 octobre 1909, année où le fort était en cours de construction.
Il a été capturé et occupé pendant la bataille des Philippines en 1942 par les Japonais qui utiliseront entre autres des obusiers Type 45 de 240 mm pour le bombarder ; puis il sera repris en 1945 par les Américains, après qu'ils en aient provoqué l'incendie le 13 avril,. Une compagnie du 151e régiment d'infanterie et une unité du génie militaire de la 38e division d'infanterie a injecté 9 500 litres de carburant dans le fort (2/3 diesel et 1/3 d’essence) avant d’y mettre le feu avec des grenades incendiaires. Le feu a ravagé l’intérieur du fort pendant environ 5 jours anéantissant la garnison de 68 militaires japonais.
Les ruines de Fort Drum, y compris ses tourelles d'artillerie de 356 mm, restent à l'entrée de la baie de Manille, abandonnée depuis la Seconde Guerre mondiale. Le fort a été pillé depuis les années 1970 pour la récupération des métaux et objets métalliques pour la revente. Il abrite néanmoins aujourd'hui un phare, le phare du Fort Drum, pour éviter toute collision de navires.

## Caractéristiques
La forteresse en béton armé a la forme d'un cuirassé et a été construite par les États-Unis en 1909, comme batterie d'artillerie côtière dans le cadre des défenses portuaires du chenal sud, pendant l'occupation américaine des Philippines. Il disposait comme artillerie principale de deux tourelles bitubes de 14-inch gun M1907 (en) de calibre 356 mm, les seuls de ce modèle installé à terre, guidées par une tour de contrôle de tir de 18 mètres de haut.

## Galerie photo

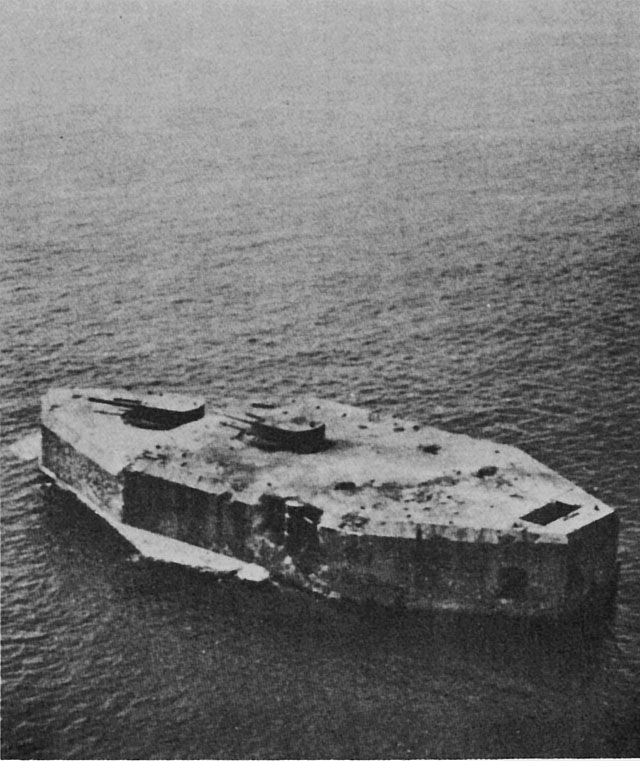
Le fort Drum en 1945.
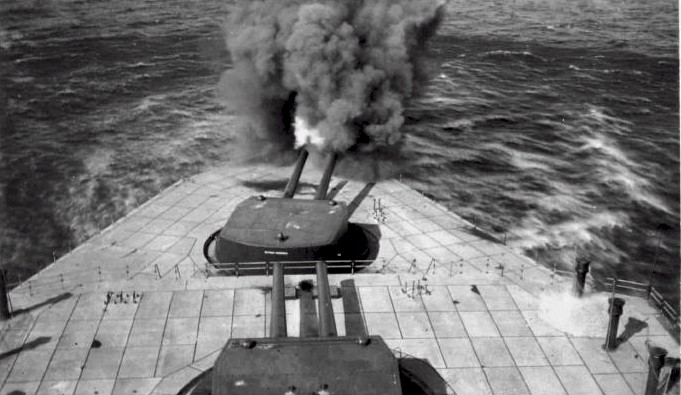
Les batteries en action en 1935.
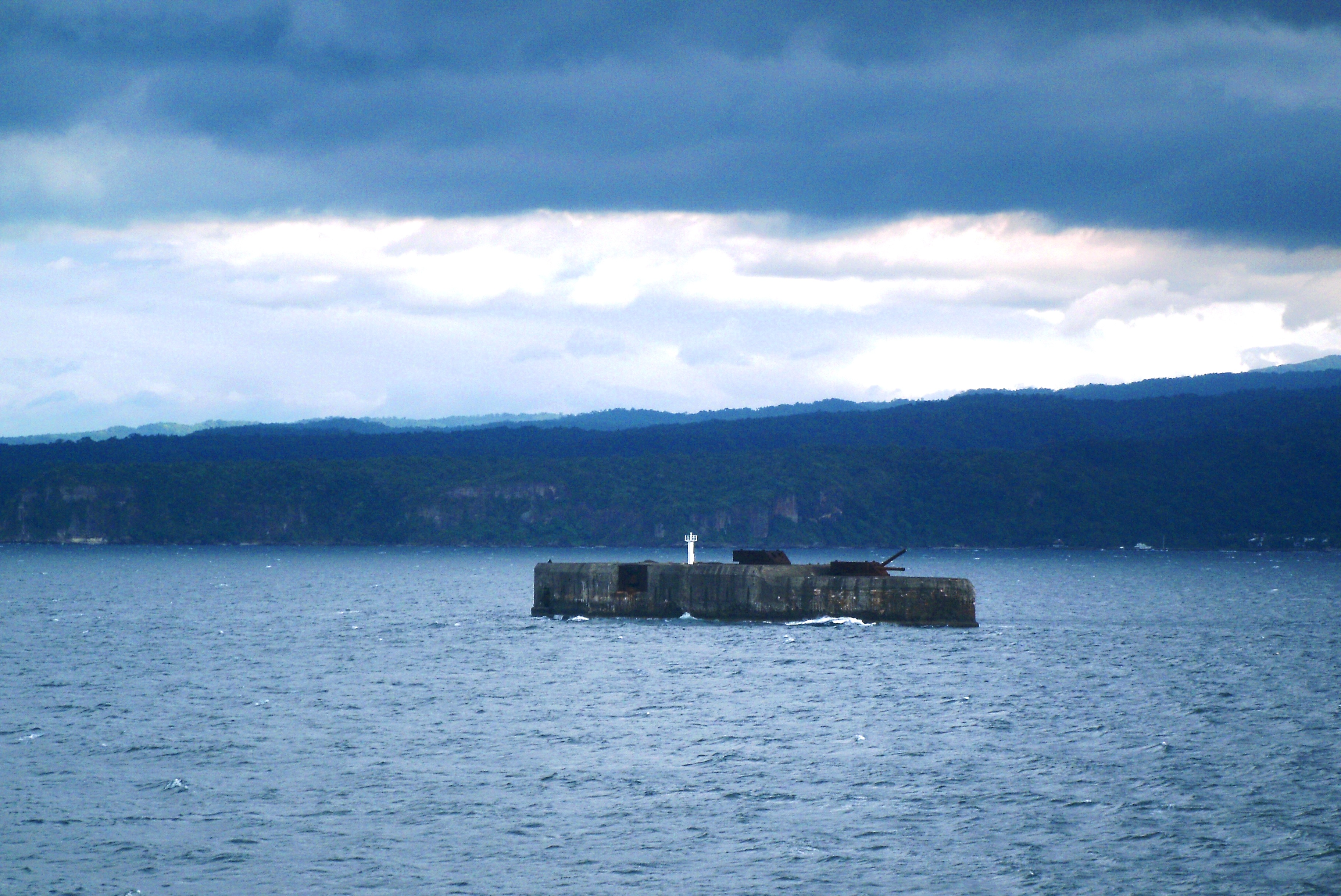
Le fort Drum en 2011.